# Région économique de Chaki-Zagatala
La région économique de Chaki-Zagatala est l'une des quatorze régions économiques de l'Azerbaïdjan. Elle comprend les raïons de Balakən, Chaki, Qax, Gabala, Oghuz et Zagatala, ainsi que la ville de Chaki.

## Histoire
La région économique est créée par le décret du président de l'Azerbaïdjan du 7 juillet 2021 « sur la nouvelle division des régions économiques de la république d'Azerbaïdjan ».

## Géographie
La région est située au nord du pays et est frontalière du Daghestan en Russie au nord et à l'est et de la Géorgie à l'ouest. 
La superficie totale de la région économique est de 8 960 km2, soit 10,3 % du territoire national. Le nombre d'habitants s'élève à 531 900, soit 5,2 % de la population du pays.

### Hydrographie
La région est arrosée par les rivières Alijan, Ayritchay, Balakantchay, Chin, Damiraparan, Ganikh, Katekh, Kich, Mazim, Mukhakh et Turyan. Les sources d'eaux thermales et minérales sont présentes à Aghbulag, Gizbulag, Hamambulag, Khalkhal et Oghlanbulag. Les principaux lacs sont ceux d'Adjinohur (Gakh) et Nohur (Gabala).

## Économie
L'économie de la région est basée sur l'agriculture. Plus de 75 % du tabac, 17 % des céréales, 35 % de l'orge et 2 % des feuilles de thé vert d'Azerbaïdjan sont produits dans cette région économique.